# Anomala guatemalena
Anomala guatemalena är en skalbaggsart som beskrevs av Bates 1888. Anomala guatemalena ingår i släktet Anomala och familjen Rutelidae. Inga underarter finns listade i Catalogue of Life.